# Cat Scratch Fever (Album)
Cat Scratch Fever ist das dritte Soloalbum des amerikanischen Rockgitarristen Ted Nugent. Das Album erschien 1977 über Epic Records.

## Entstehungshintergrund
Nach den beiden sehr erfolgreichen Alben Ted Nugent (1975) und Free-for-All (1976) arbeitete Tom Werman zum dritten Mal mit Ted Nugent zusammen. Am Anfang der Session stand das Titellied Cat Scratch Fever, das auch die erste Single von Nugent wurde. Der Titel des Liedes und des Albums ist der englische Begriff für die Katzenkratzkrankheit und wurde von einem Medizinbuch beeinflusst, das seiner damaligen Frau, einer Antiquitätenhändlerin gehörte. Nugent übernahm den Titel als Anspielung auf seine bekannte Vorliebe für die Jagd. Er pflegte zu diesem Zeitpunkt Wildkatzen zu erschießen, die sein Grundstück betraten.
Das Album wurde zusammen mit Derek St. Holmes (Gitarre), Cliff Davies (Schlagzeug) und Rob Grange (Bass) eingespielt. Den Gesang übernahmen sowohl Nugent selbst als auch Derek St. Holmes.

## Musik und Texte
Ted Nugent war als extrovertierter Solist an der Gitarre bekannt. Dementsprechend ist seine Rock- beziehungsweise Hard-Rock-Musik stark auf die Gitarre ausgelegt und recht anspruchsvoll gehalten. Erst auf diesem Album hatte er Lieder, die auch ein eher am Massengeschmack orientiertes Publikum ansprachen, besonders das Titelstück. Die Texte des Albums sind doppeldeutig formuliert und voller sexueller Anspielungen. Zum Teil sind sie auch recht derb verfasst.

## Bedeutung
Cat Scratch Fever gilt allgemein als das beste und bekannteste Album von Nugent. Es ist zugleich das letzte Studioalbum in der vorhandenen Besetzung, da kurz darauf die Begleitband auf Grund von persönlichen Differenzen auseinanderbrach.

## Erfolg
Das Album erreichte Platz 17 der Billboard 200 sowie Platz 28 der britischen Charts. Die Single Cat Scratch Fever wurde 1977 zusammen mit dem Albumtrack Wang Dang Sweet Poontang als Single veröffentlicht und platzierte sich auf Platz 30 der US-amerikanischen Billboard Hot 100.

## Titelliste
Alle Lieder wurden von Ted Nugent geschrieben. Bei Live It Up war St. Holmes Coautor.
1. Cat Scratch Fever – 3:38
2. Wang Dang Sweet Poontang – 3:15
3. Death by Misadventure – 3:29
4. Live It Up – 3:59
5. Home Bound – 4:41
6. Workin’ Hard, Playin’ Hard – 5:41
7. Sweet Sally – 2:32
8. A Thousand Knives – 4:46
9. Fist Fightin’ Son of a Gun – 2:48
10. Out of Control – 3:27

## Wiederveröffentlichung 1999
Das Album wurde 1999 für Sony Music Entertainments „Legacy Edition“ remastert. Die Produktion übernahm Bruce Dickinson. Die Liner Notes zum Album wurden von Journalist Gary Graff (Autor des Buches Music Hound Essential Album Guide) verfasst. Die Wiederveröffentlichung enthält zwei Liveversionen aus einem Livemitschnitt im Hammersmith Odeon in London 1977. Diese sind in einem Rohmix belassen.
1. Cat Scratch Fever (Live) – 4:51
2. Wang Dang Sweet Poontang (Live) – 5:43

## Weitere Songinfos
Das Instrumentalstück Home Bound wurde 1992 von den Beastie Boys für ihr Check Your Head-Album gesampelt.